# Guy-Gérard Noël
 (juin 2025).
Guy-Gérard Noël, né Guy Gérard Carré le 25 décembre 1912 à Laval et mort le 27 avril 1994 à Tiercé, est un illustrateur français, auteur de plusieurs centaines d’affiches de cinéma entre les années 1940 et 1970. Il abandonne progressivement la réalisation d’affiches de cinéma à la fin des années 1960, lorsque des techniques nouvelles de production et d’impression remplacent la lithographie.

## Œuvre
Le style graphique de Guy Gérard Noël est caractérisé par un très grand souci de l’expressivité et le choix d’illustrations à forte intensité dramatique, renforcée et magnifiée par un usage décomplexé de couleurs vives. Ses affiches de films fantastiques ou d’horreur créées pour les sorties en France de la Hammer Film Productions (Frankenstein, Dracula, loups-garous, sorcières et momies…) sont des chefs-d’œuvre dans la catégorie.

## Affiches de cinéma

### Années 1930 et 1940
- 1936 : Un de la légion, de Christian-Jaque
- 1938 : Ramuntcho, de René Barberis
- 1939 :
  - Les Gangsters du château d'If, de René Pujol
  - Place de la Concorde, de Karel Lamač
- 1944 : Coup de tête, de René Le Hénaff
- 1946 : 
  - La Reine de Broadway, de Charles Vidor (modèles A et B)
  - La Revanche de Roger la Honte, d'André Cayatte
- 1947 :
  - Le Chanteur inconnu, d'André Cayatte
  - La Maison sous la mer, de Henri Calef
- 1948 : 
  - La Grande Maguet, de Roger Richebé
  - Passeurs d'or, d'Émile-Georges De Meyst
- 1949 : 
  - Avant de t'aimer, d'Elmer Clifton et Ida Lupino
  - Drame au Vel'd'Hiv', de Maurice Cam

### Années 1950
- 1950 : Prélude à la gloire, de Georges Lacombe
- 1951 : 
  - Les Petites Cardinal, de Gilles Grangier
  - La Poison, de Sacha Guitry
  - Pour l’amour du ciel, de Luigi Zampa
- 1952 :
  - Les Belles de nuit, de René Clair
- 1953 : 
  - Les Bérets rouges, de Terence Young
  - Dortoir des grandes, de Henri Decoin
  - Les Frontières de la vie, de Maxwell Shane
  - Kœnigsmark, de Solange Térac
  - Leur dernière nuit, de Georges Lacombe
  - Les Orgueilleux, d’Yves Allégret
  - La Passagère, de Jacques Daroy
  - Thérèse Raquin, de Marcel Carné
  - La Vierge du Rhin, de Gilles Grangier
- 1954 : 
  - Les Bolides de l'enfer, de George Sherman
  - Le Blé en herbe, de Claude Autant-Lara
  - Bonnes à tuer, d’Henri Decoin
  - Chéri-Bibi, de Léon Mathot
  - Le Comte de Monte-Cristo, de Robert Vernay
  - Le Mouton à cinq pattes, d’Henri Verneuil
  - Ouragan sur le Caine, d’Edward Dmytryk
  - Par ordre du tsar, d’André Haguet
  - Tant qu'il y aura des hommes, de Fred Zinnemann
- 1955 : 
  - Chiens perdus sans collier, de Jean Delannoy
  - Les Chiffonniers d’Emmaüs, de Robert Darène
  - La Fille de Mata Hari, de Carmine Gallone
  - Nana, de Christian-Jaque
  - La Patrouille des sables, de René Chanas
  - Villa sans souci, de Maurice Labro
- 1956 : 
  - Le Chemin du paradis, de Hans Wolff et Willi Forst
  - La Famille Trapp, de Wolfgang Liebeneiner
  - Papa, maman, ma femme et moi, de Jean-Paul Le Chanois
  - Un condamné à mort s'est échappé, de Robert Bresson
- 1957 : 
  - 3 h 10 pour Yuma, de Delmer Daves
  - Charmants Garçons, d’Henri Decoin
  - L'inspecteur aime la bagarre, de Jean Devaivre
  - Joe Dakota, de Richard Bartlett
  - Œil pour œil, d’André Cayatte (modèles A et B)
  - Rendez-vous avec une ombre, de Joseph Pevney
  - Le Survivant des monts lointains, de James Neilson
  - Les trois font la paire, de Sacha Guitry
  - Les Trois Mousquetaires et demi, de Gilberto Martinez Solares
- 1958 :
  - Le Cauchemar de Dracula, de Terence Fisher (modèles A et B)
  - Crépuscule sur l'océan, de Joseph Pevney
  - L'Eau vive, de François Villiers
  - Esclave de son désir, de Wolfgang Ecker
  - Les femmes sont marrantes, d’André Hunebelle
  - L'Héritage de la colère, de Richard Bartlett
  - Le Médecin de Stalingrad, de Géza von Radványi
  - Raid contre la pègre, de Robert Gordon (modèles A et B)
  - Rapt au Deuxième Bureau, de Jean Stelli (modèles A et B)
- 1959 :
  - Bal de nuit, de Maurice Cloche
  - Le Chemin des écoliers, de Michel Boisrond
  - Des femmes disparaissent, d’Édouard Molinaro
  - La Jument verte, de Claude Autant-Lara (modèles A et B)
  - La Malédiction des pharaons, de Terence Fisher (modèles A et B)
  - Les Naufrageurs, de Charles Brabant (modèles A et B)
  - La Nuit des espions, de Robert Hossein
  - La Verte Moisson, de François Villiers

### Années 1960
- 1960 :
  - Crésus, de Jean Giono
  - Marche ou crève, de Georges Lautner
  - Les Mystères d'Angkor, de William Dieterle
  - Le Septième Jour de Saint-Malo, de Paul Mesnier
  - Touchez pas aux blondes, de Maurice Cloche
- 1961 :
  - Arrêtez les tambours !, de Georges Lautner (modèles A et B)
  - Les Chevaliers du démon, de Robert S. Baker et Monty Berman  (modèles A et B)
  - Le Comte de Monte Cristo, de Claude Autant-Lara
  - El Perdido, de Robert Aldrich (modèles A et B)
  - La Fille à la valise, de Valerio Zurlini
  - La Grande Roue, de Géza von Radványi
  - Heures chaudes, de Louis Félix
  - Les lions sont lâchés, d’Henri Verneuil (modèles A et B)
  - La Nuit du loup-garou, de Terence Fisher
  - Quai Notre-Dame, de Jacques Berthier
  - Un taxi pour Tobrouk, de Denys de La Patellière
- 1962 :
  - Christelle et l'Empereur, de Franz Josef Gottlieb
  - Le Combat dans l'île, d’Alain Cavalier
  - Copacabana Palace, de Steno (modèles A et B)
- 1963 :
  - Le Baiser du vampire, de Don Sharp (modèles A et B)
  - Les Bricoleurs, de Jean Girault
  - Carambolages, de Marcel Bluwal
  - La Foire aux cancres, de Louis Daquin
  - Un roi sans divertissement, de François Leterrier
  - Les Veinards, de Philippe de Broca, Jean Girault, Jack Pinoteau
- 1964 :
  - À bout portant, de Donald Siegel
  - L’Âge ingrat, de Gilles Grangier
  - L'Empreinte de Frankenstein, de Freddie Francis
  - Hambourg, quartier réservé, de Jürgen Roland
  - Nick Carter va tout casser, d’Henri Decoin (modèles A et B)
  - L'Odyssée du T-34, de Nikita Kurikhin et Leonid Menaker
  - La Patrouille de la violence, de R. G. Springsteen
  - Le Prix d’un meurtre, de Donald Siegel
  - Le Secret de l’île sanglante, de Donald Siegel
- 1965 :
  - Graine sauvage, de Brian G. Hutton
  - Je vous salue… Mafia, de Raoul J. Levy
  - Mirage, d’Edward Dmytryk
  - Les Prairies de l'honneur, de Andrew V. McLaglen
  - La Tête du client, de Jacques Poitrenaud
  - Un pistolet pour Ringo, de Duccio Tessari
- 1966 :
  - Fahrenheit 451, de François Truffaut
  - Les Nuits de l'épouvante, de Michael Hamilton
  - La Pampa sauvage, de Hugo Fregonese (modèles A et B)
  - La parole est au colt, d’Earl Bellamy
  - Rancho Bravo, de Andrew V. McLaglen
  - Sans foi ni loi, d’Earl Bellamy
- 1967 :
  - Le Grand Bidule, de Raoul André (modèles A et B)
  - Superman contre l'invasion des martiens, de Alfredo B. Crevenna (modèles A et B)
- 1968 :
  - En pays ennemi, de Harry Keller
  - L’étrangère, de Sergio Gobbi
  - Guerre et Paix, de Serguei Bondartchouk
  - Salut Berthe !, de Guy Lefranc (modèles A et B)
- 1969 :
  - Le Paria, de Claude Carliez

### Années 1970
- 1970 : Et qu'ça saute !, de Guy Lefranc